# آن طرف حصار
آن طرف حصار (انگلیسی: Over the Fence) یک فیلم کمدی صامت کوتاه به کارگردانی هارولد لوید و جی. فارل مک‌دانلد است که در سال ۱۹۱۷ منتشر شد.

## بازیگران
- هارولد لوید
- اسناب پالرد
- باد جیمیسون
- ببه دنیلز
- سمی بروکس
- گاس لئونارد
- فرد سی. نیومیر
- مارگارت جاسلین
- دوروثیا والبرت
- گلدا مدن